# I'm New Here
Albums de Gil Scott-Heron
Spirits
(1994) We're New Here
(2011)

I'm New Here est le treizième album studio de l'artiste américain Gil Scott-Heron, sorti en 2010 et produit par Richard Russel. Gil Scott-Heron n'avait plus enregistré d'album depuis Spirits en 1994, à cause de problèmes judiciaires et d'addiction,.